# Babe Ruth
George Herman "Babe" Ruth, Jr. (n. 6 februarie 1895, Baltimore, America Britanică⁠(d), Regatul Marii Britanii – d. 16 august 1948, New York City, New York, SUA) a fost un jucător de baseball american, care a jucat 22 de sezoane în Major League Baseball (MLB) între 1914 și 1935. El a fost cel mai bun marcator din istoria baseball-ului până în 1974 când recordul său de 714 puncte a fost depășit. A debutat în 1914 la echipa  Boston Red Sox, acolo devenind de la jucător defensiv la marcator. S-a transferat la echipele New York Yankees în 1920 și la Boston Bravers în 1935.

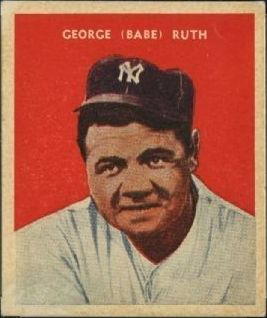
Cartonaș de colecție cu Babe Ruth din 1932